# Tsrantsja
Tsrantsja of Tsrancha (Bulgaars: Црънча) is een dorp in het zuiden van Bulgarije. Het dorp is gelegen in de gemeente Dospat in de oblast Smoljan. Het dorp ligt op ongeveer 49 km afstand van Smoljan en 140 km van Sofia.

## Bevolking
Alhoewel het inwonertal tussen 1920 en 1992 continu toenam, kampt het dorp sinds de val van het communisme in Bulgarije met een intensieve bevolkingskrimp. Op 31 december 2020 telde het dorp 545 inwoners, een daling ten opzichte van het maximum van 712 inwoners in 1992.
| Bevolkingsontwikkeling tussen 1920 en 2020          |
| --------------------------------------------------- |
|                                                     |
| Bron: Nationaal Statistisch Instituut van Bulgarije |

In het dorp wonen vooral etnische Bulgaren, waarvan een groot de islam belijdt. Deze ‘Moslim-Bulgaren’ worden ook wel Pomaken genoemd in de volksmond. 
| Etnische samenstelling van de respondenten (2011) | Etnische samenstelling van de respondenten (2011) | Etnische samenstelling van de respondenten (2011) | Etnische samenstelling van de respondenten (2011) | Etnische samenstelling van de respondenten (2011) |
| ------------------------------------------------- | ------------------------------------------------- | ------------------------------------------------- | ------------------------------------------------- | ------------------------------------------------- |
|                                                   |                                                   |                                                   |                                                   |                                                   |
| Bulgaren                                          | Bulgaren                                          |                                                   | 98,6%                                             | 98,6%                                             |
| Turken                                            | Turken                                            |                                                   | 0,0%                                              | 0,0%                                              |
| Roma                                              | Roma                                              |                                                   | 0,0%                                              | 0,0%                                              |
| Anders/Onbekend                                   | Anders/Onbekend                                   |                                                   | 1,4%                                              | 1,4%                                              |

## Afbeeldingen

Црънча
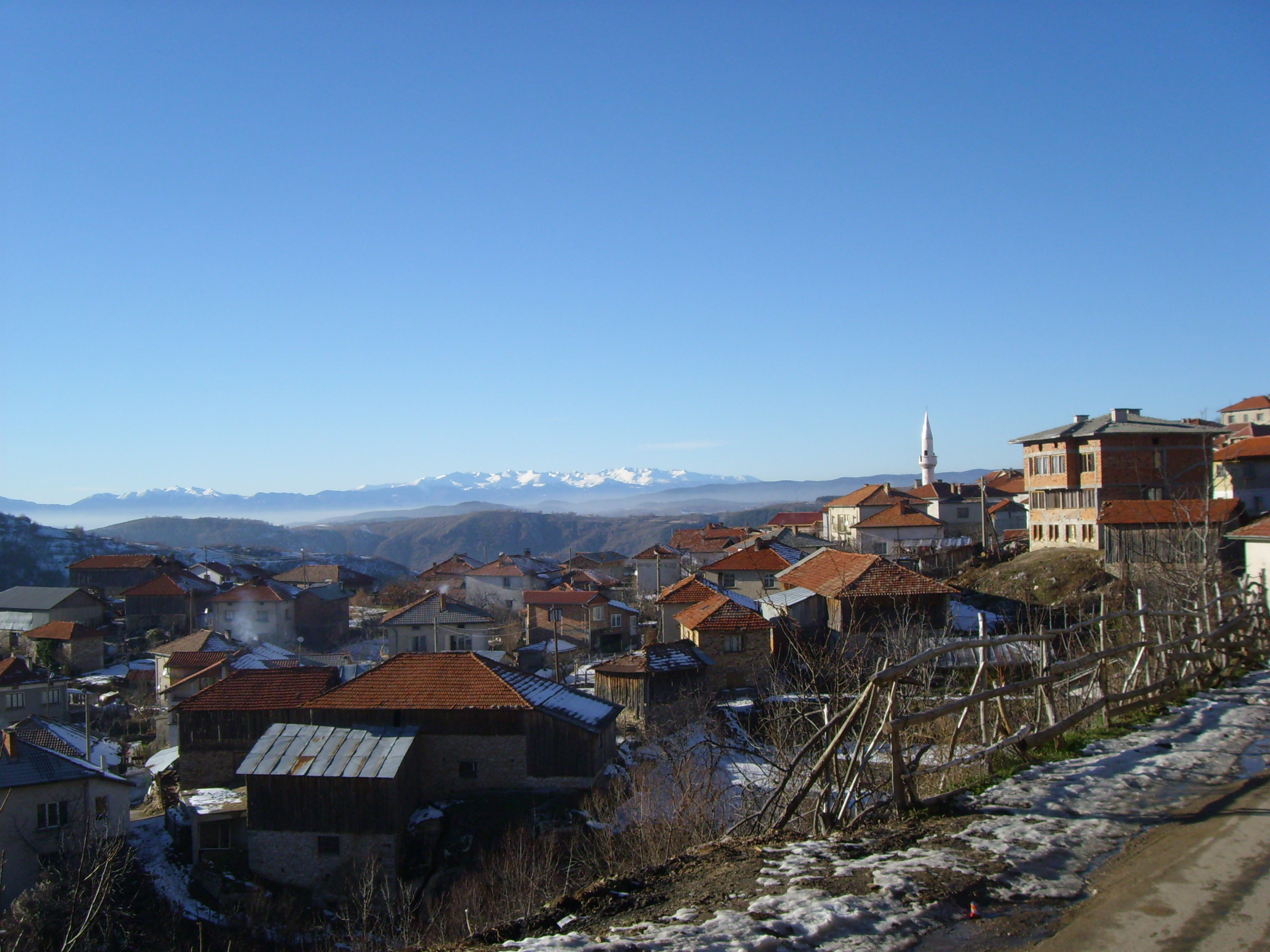
Uitzicht op het dorp vanaf de Pirin
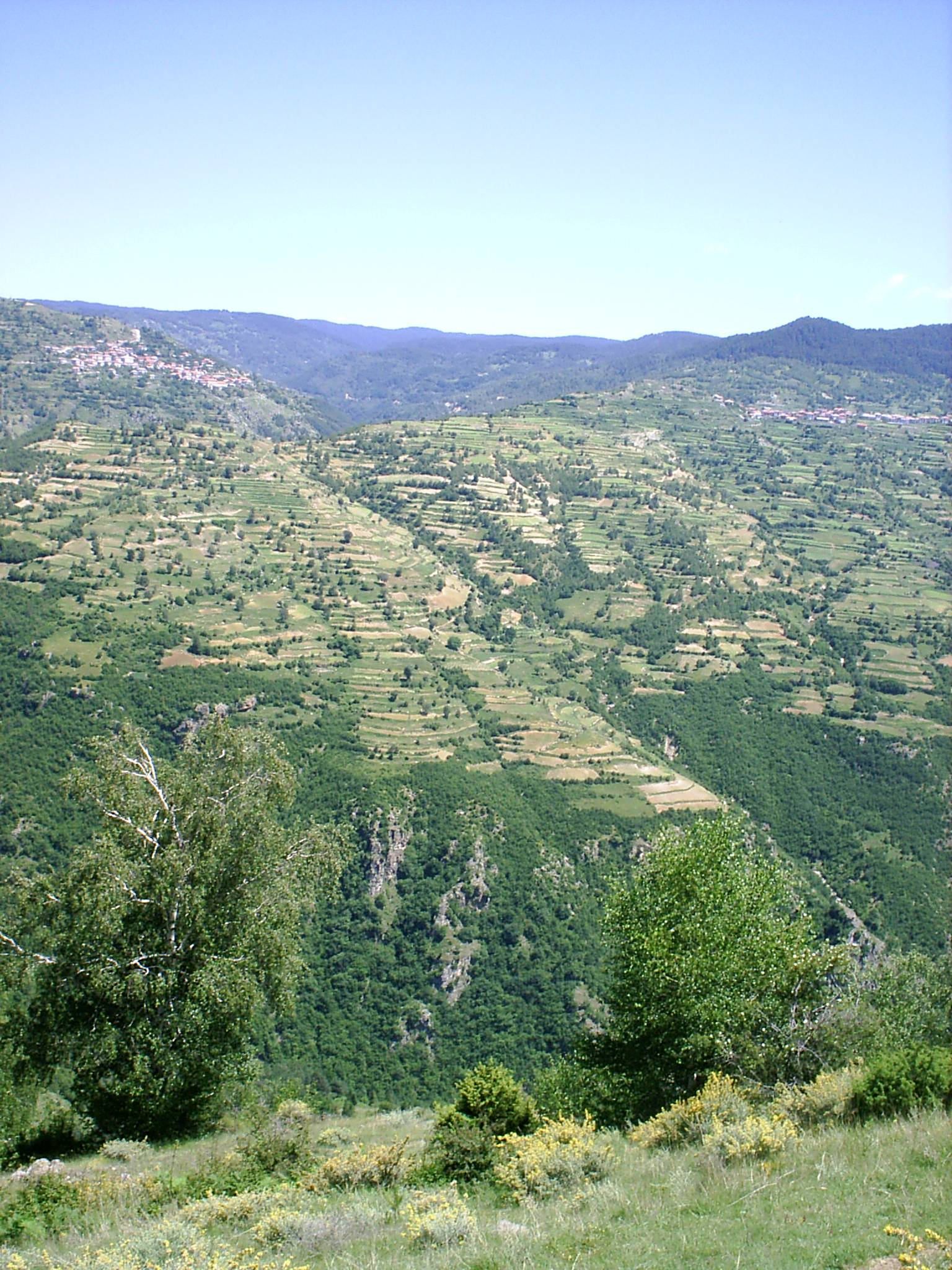
Uitzicht op het dorp Tsrantsja vanuit Brasjten
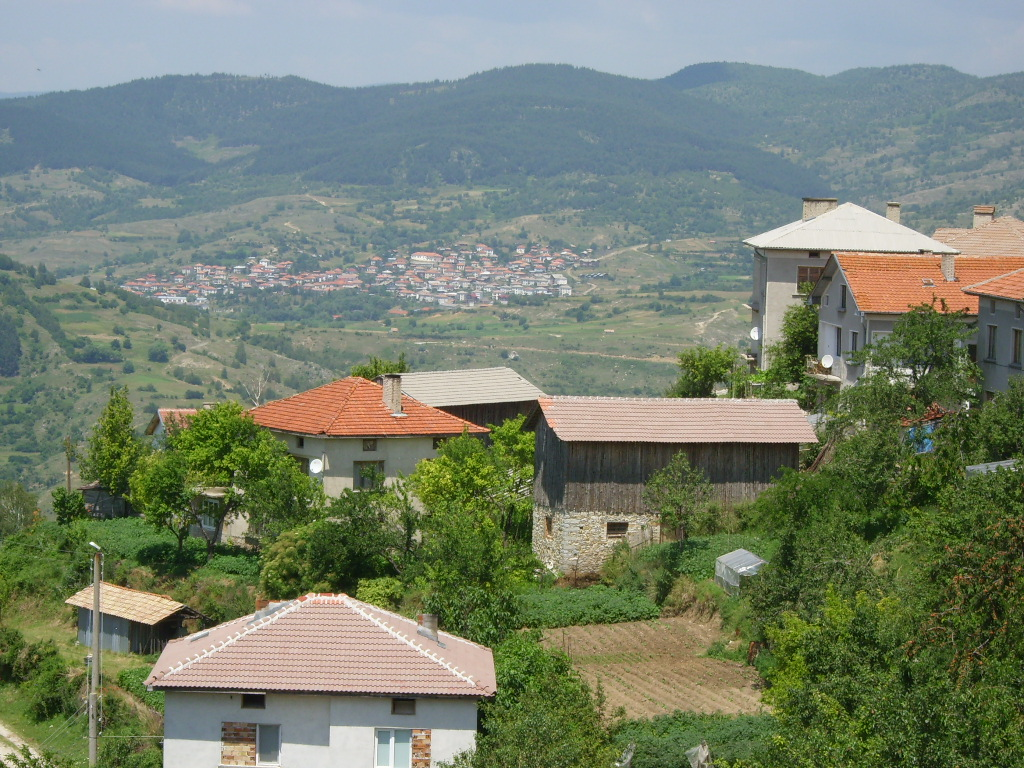
Uitzicht op het dorp Tsrantsja vanuit Vaklinovo
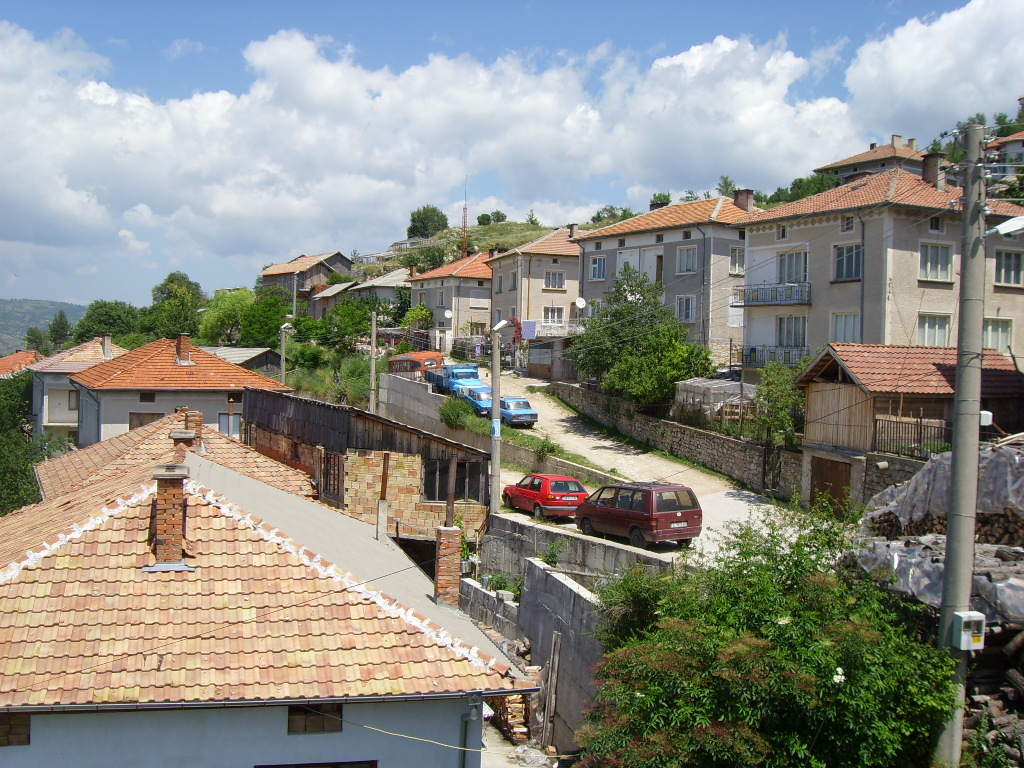
Een straat in Tsrantsja